# Kuhlen-Wendorf
Kuhlen-Wendorf ist eine kleine Gemeinde im Norden des Landkreises Ludwigslust-Parchim in Mecklenburg-Vorpommern (Deutschland). Sie entstand am 13. Juni 2004 durch die Zusammenlegung der damaligen Gemeinden Kuhlen und Wendorf. Verwaltet wird die Gemeinde vom Amt Sternberger Seenlandschaft mit Sitz in der Stadt Sternberg (Außenstelle in Brüel).

## Lage
Kuhlen-Wendorf liegt zwischen Brüel und Crivitz im südwestlichen Bereich der Sternberger Seenlandschaft. Die Entfernung zur Hansestadt Wismar beträgt etwa 32 km, zur Landeshauptstadt Schwerin etwa 20 km. Die Gemeinde erstreckt sich in einem Bereich mehrerer Hügelketten im Norden, dem flacheren Bereich des Warnowtales in der Mitte und einer hügeligen Endmoränenlandschaft im Süden. Im Süden erreichen die Höhen mit dem Kahlen Berg 82,8 m ü. NHN und im Norden mit einer namenlosen Anhöhe 84 m ü. NHN, während der Mickowsee nur 15,3 m ü. NHN hoch liegt. Der Mickowsee ist der größte See im Gemeindegebiet und mit seinen Uferbereichen eine der vier Teilflächen des Naturschutzgebiets Warnowseen. Ganz im Norden gibt es mit dem Kanzelbruch noch einen weiteren erwähnenswerten See. Das Gemeindegebiet wird von der Göwe von Süden nach Norden und der Warnow von West nach Ost durchflossen. Kurz vor Einmündung der Göwe in die Warnow liegt der fast vollständig verlandete Holzendorfer See. Über den Anschluss Jesendorf ist Kuhlen-Wendorf an die Bundesautobahn 14 angebunden.

## Ortsteile
- Gustävel
- Holdorf
- Holzendorf
- Kuhlen
- Müsselmow
- Nutteln
- Tessin
- Weberin
- Wendorf
- Zaschendorf[3]

## Geschichte
Zahlreiche Funde aus der Steinzeit, der Bronzezeit und der Slawenzeit zeugen von einer sehr frühen Besiedlung dieses Gebietes.
Am 1. Juli 1950 wurden die bisher eigenständigen Gemeinden Holdorf, Nutteln und Tessin in die Gemeinde Kuhlen eingegliedert.

### Gustävel
Das Gut Gustävel gehörte im Mittelalter der Familie von Barnekow, einer auch in Mestlin begüterten Linie. Nach dem Verkauf im 16. Jahrhundert folgten mehrere Besitzer. Das Gutshaus ist ein 1756 errichteter Barockbau, mit später angesetzten Flügelbauten und einer umfangreichen Gutsanlage.

### Kuhlen-Wendorf
Kuhlen wurde im 13. Jahrhundert, Wendorf 1321 zum ersten Mal urkundlich erwähnt. Die Familie von Bülow besaß von 1792 bis 1909 das Gut in Kuhlen.
Das Rittergut in Wendorf gehörte bis 1643 der Familie von Plessen und dann mindestens bis 1895/1896 der Familie von Schack. Ernst von Schack nannte 1150 ha sein eigen. Ab 1845 lebte und arbeitete der Dichter August Heinrich Hoffmann von Fallersleben immer wieder einige Zeit auf dem Gut Rudolf Müllers in Holdorf, nachdem er ein Jahr zuvor aus Preußen ausgewiesen worden war. Das Herrenhaus Wendorf ist heute ein Hotel.

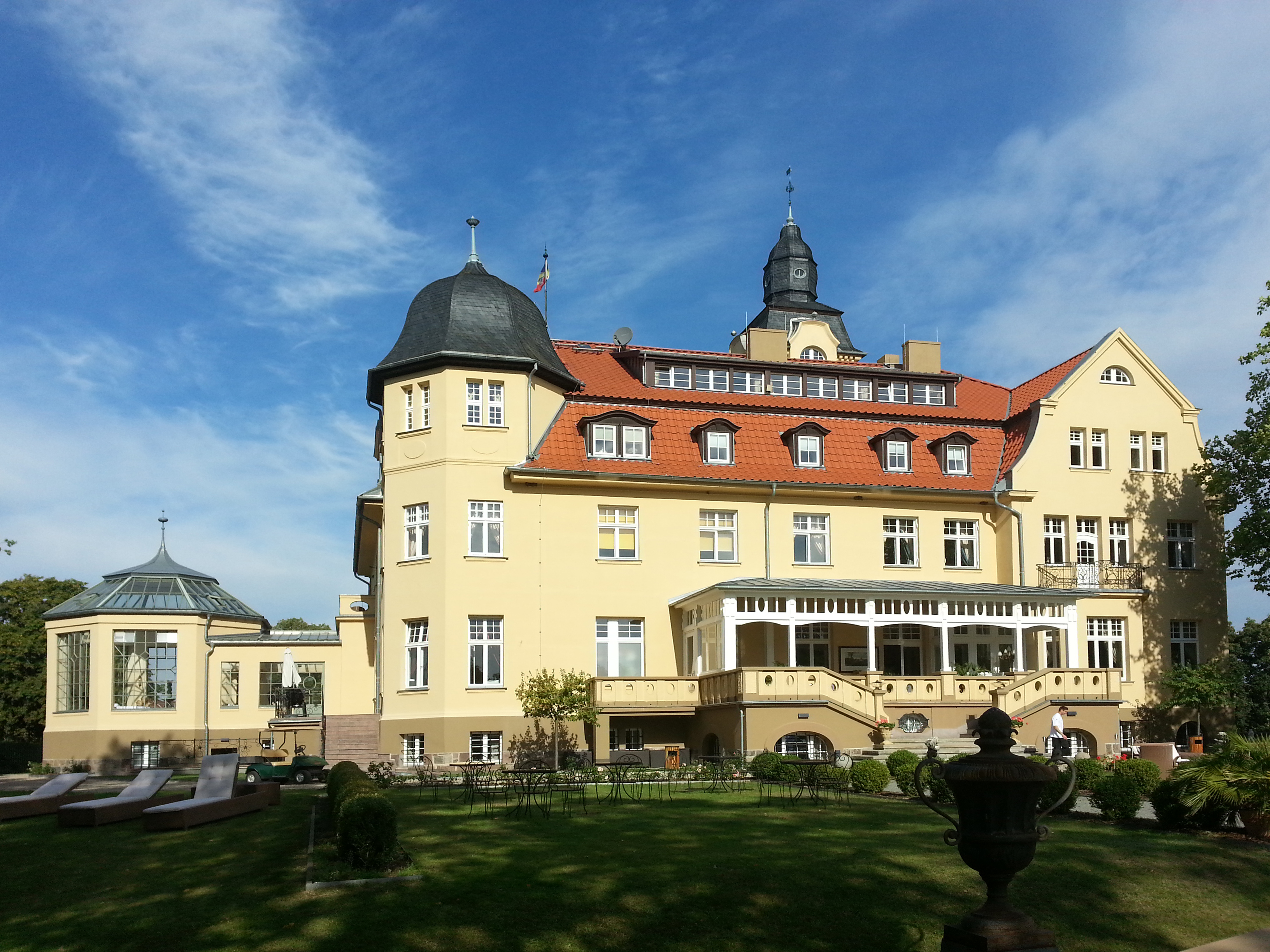
Herrenhaus Wendorf (2013)
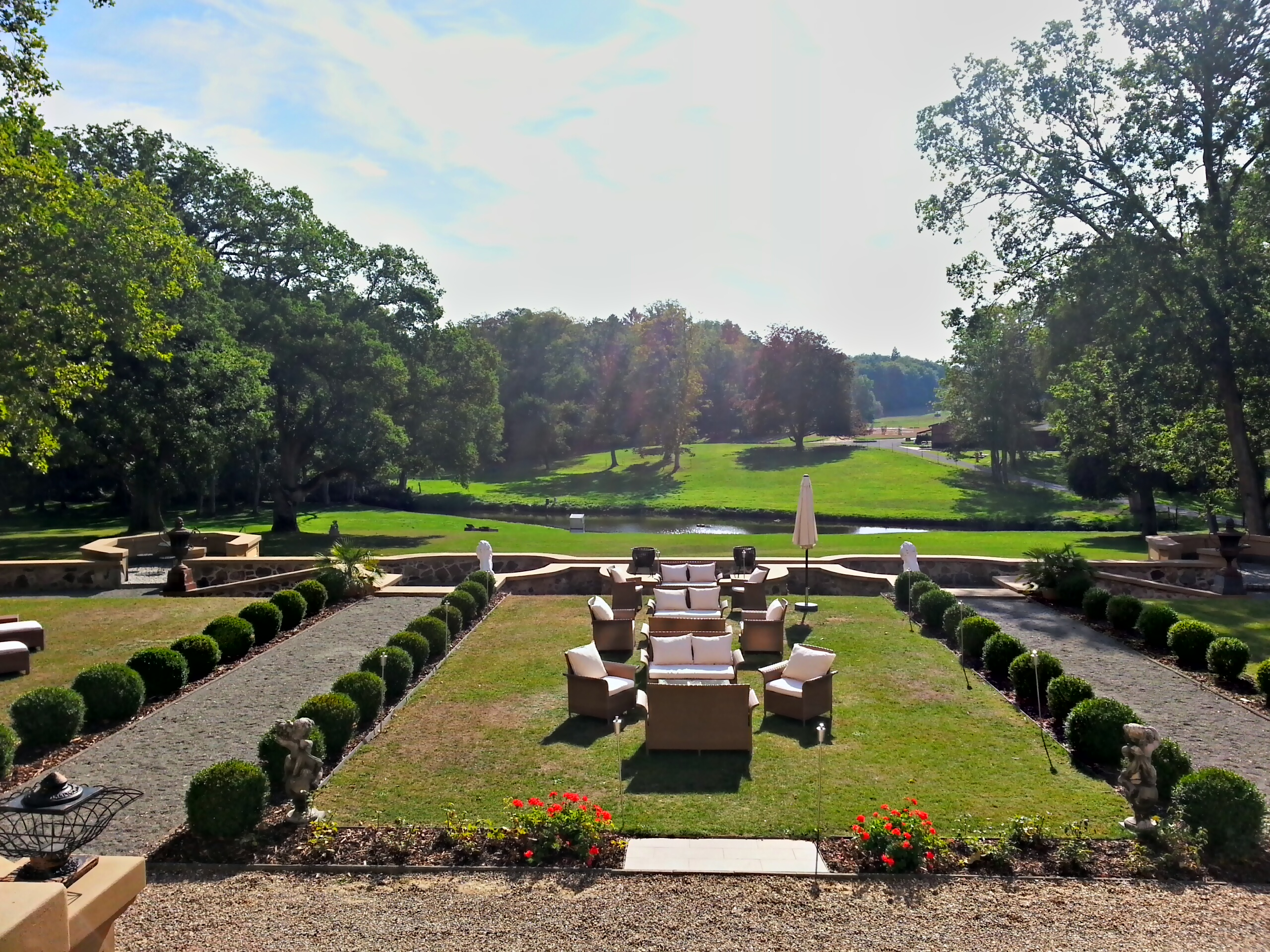
Blick vom Hotel zum Park (2013)
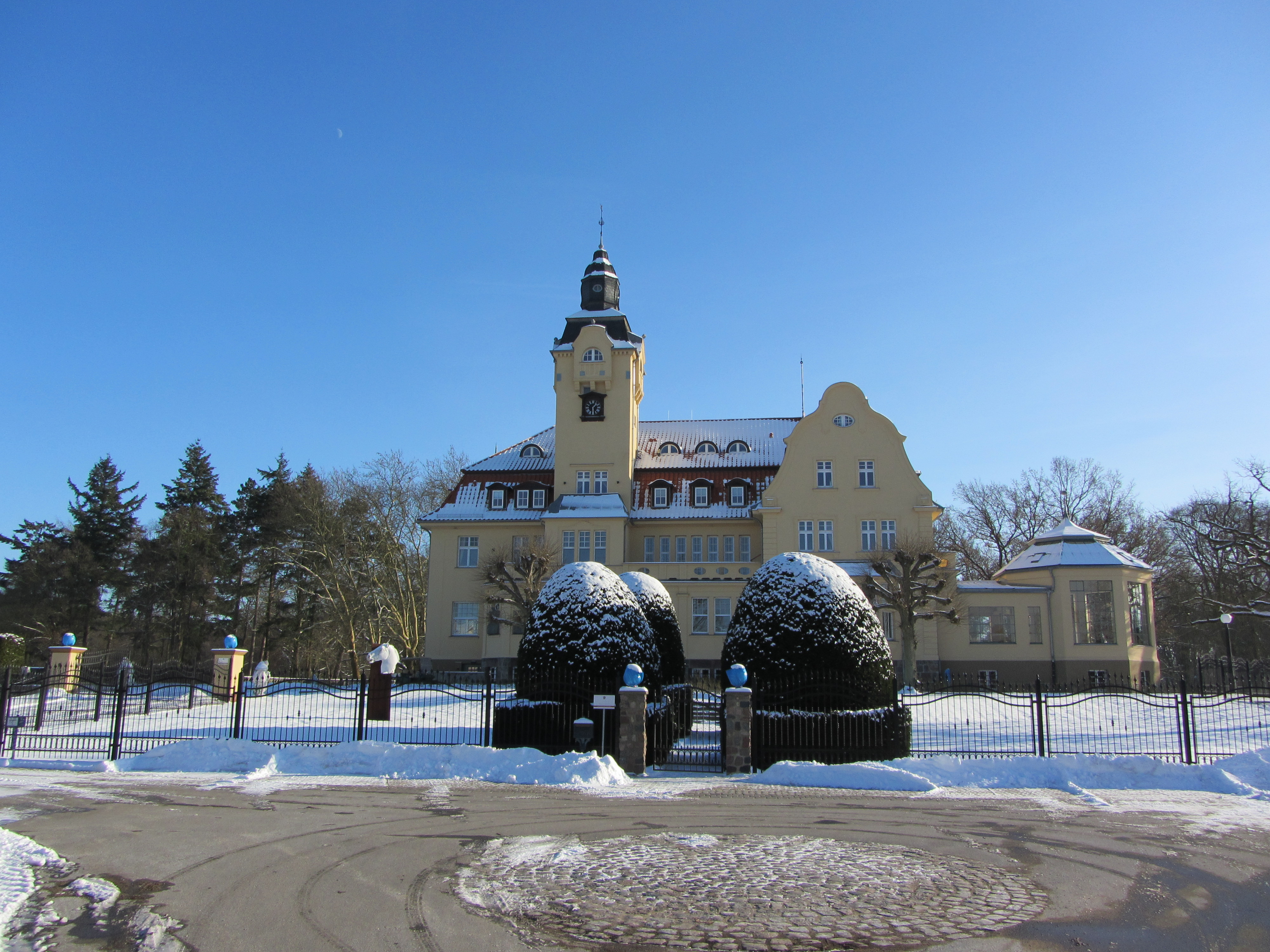
Wendorf im Winter (2012)

### Nutteln
Nutteln wurde 1344 erstmals erwähnt. Sichtbare Burgwälle und Gräben um das Gutshaus (Herrenhaus) Nutteln aus dem späten 19. Jahrhundert deuten auf einen alten Rittersitz hin. Als Wilhelm Drews 1914 aus Südwestafrika zurückkehrte, übernahm er das ihm von seinem Großvater vermachte Rittergut Nutteln in Mecklenburg.

### Holzendorf
Ein Heinricus Holtzatus war in Urkunden Borwin von Mecklenburg 1219 Zeuge bei der Gründung des Klosters Sonnenkamp bei Neukloster und am 7. Juni 1222 bei der Gründung des Antoniterhospitals Tempzin. Bischof Brunward von Schwerin verlieh dem Kloster Rühn zehn Hufen des Ortes Holtzendorff. Diese hatte ihm der Ritter Thetlev von Gadebusch als Lehen gegeben.
Der Legende nach soll auch die Kirche in Holzendorf von Helmold von Plessen gegründet worden sein. 1652 gab Müsselmow gemeinsam mit Wendorf sein Kirchenpatronat auf und wurde mit Müsselmow zusammengelegt. 1672 fand zum Kirchenpatronat noch ein Vergleich zwischen den Familien von Plessen auf Müsselmow und den von Schack auf Wendorf statt, die zeitweise auch die Pfarre zu Holzendorf innehatten. 1707 trennte sich Müsselmow von Holzendorf, kam aber schon 1739 zur Holzendorfer Pfarre wieder zurück. 1776 fand dann auch in Holzendorf eine Visitation der geistlichen Bauten statt.
Holzendorf war zu Zeiten derer von Plessen ein Nebengut von Müsselmow. Ab 1790 kamen beide Güter an den Hofjägermeister Gideon Hellmuth Ernst von Hopffgarten zu Gustävel. Zwischen 1799 und 1801 gab es mehrere Prozesse um die Lehnsgüter Müsselmow und Holzendorf im Amt Crivitz. 1810 kaufte der Königlich Preußische Rittmeister im Husaren-Regiment von Wolky, Ferdinand von Raven mit Müsselmow auch Holzendorf. Von 1813 bis 1830 war er Klosterhauptmann im Kloster Dobbertin.

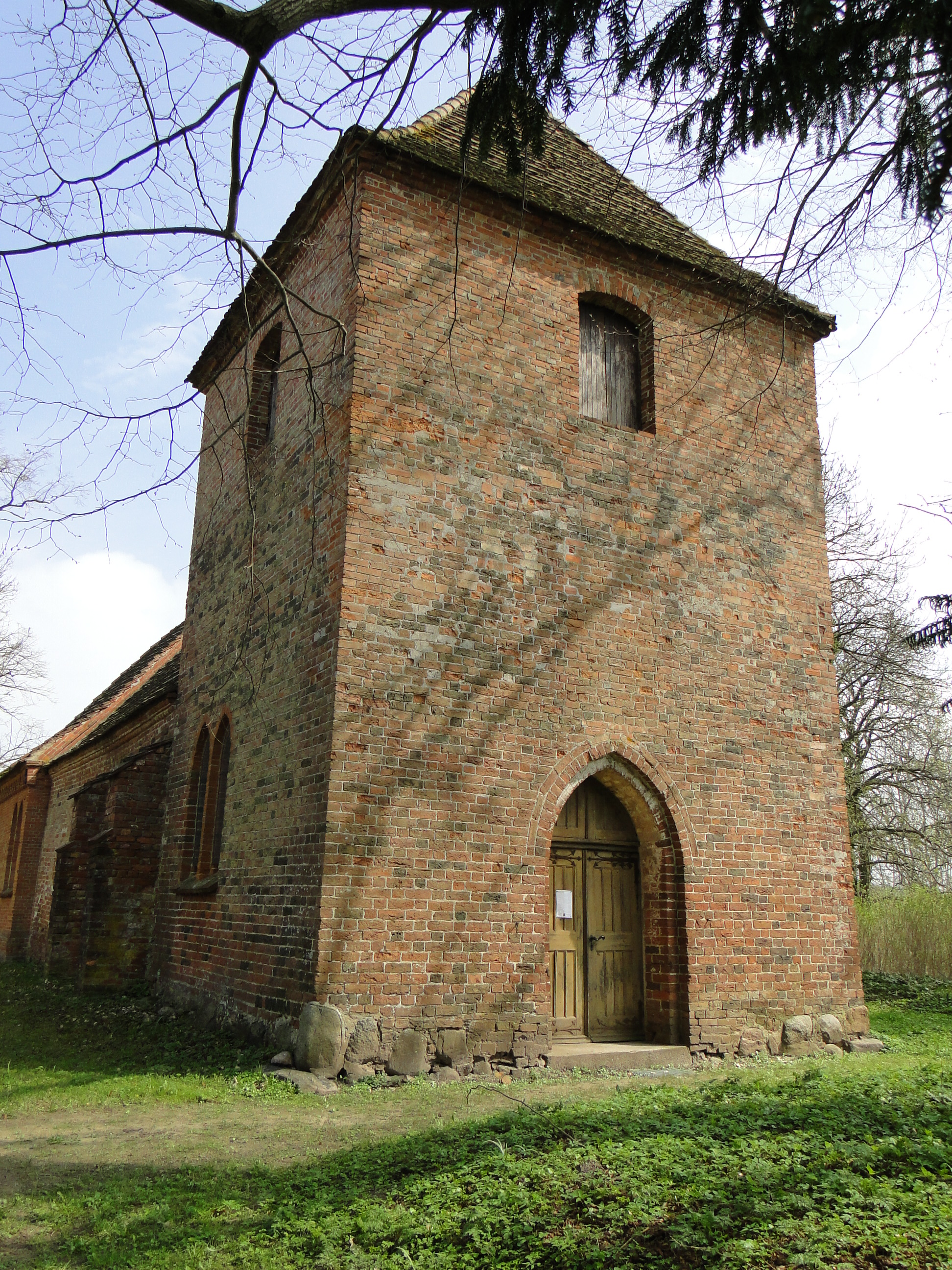
Kirchturm (2013)
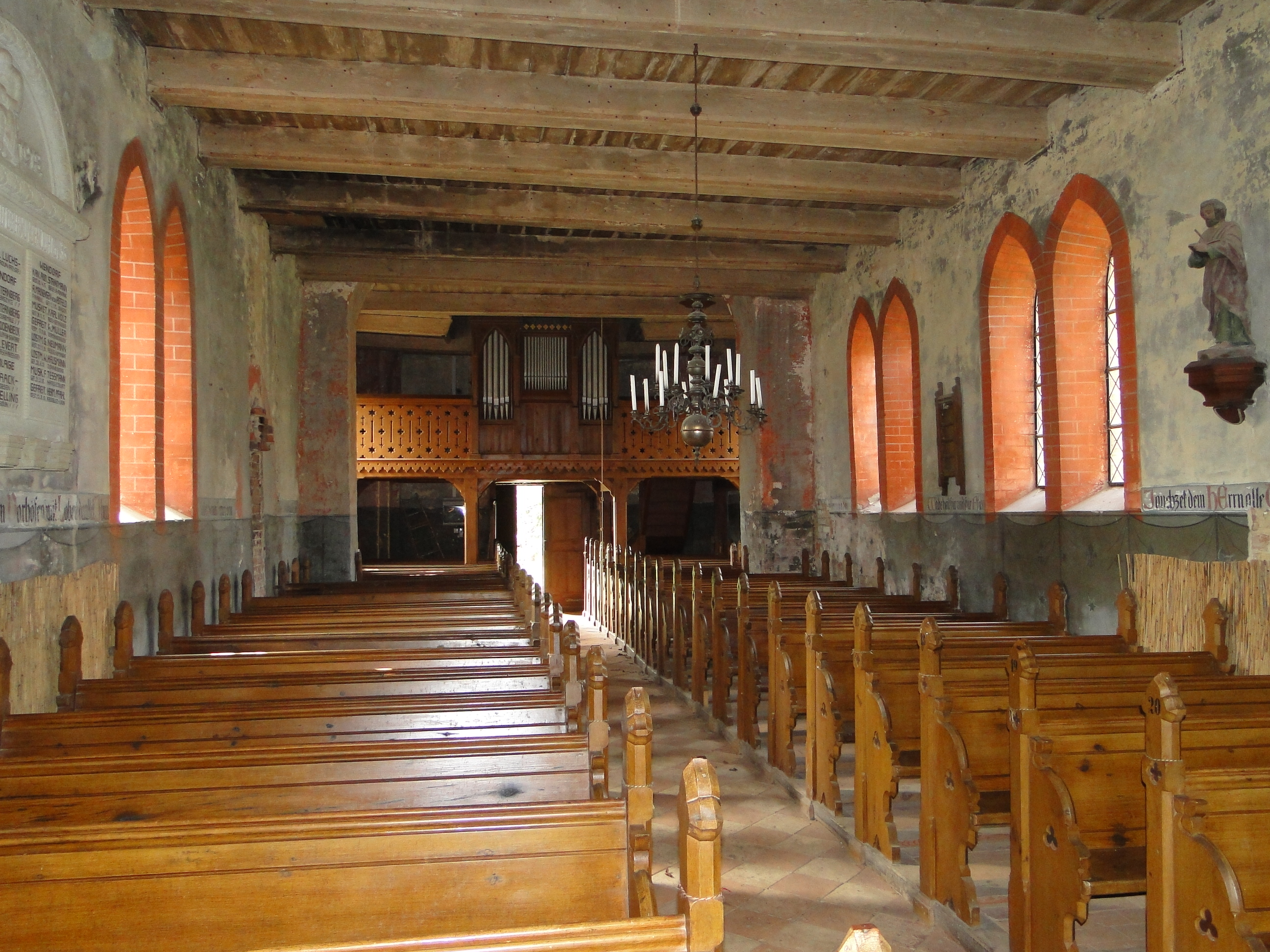
Innenraum (2013)
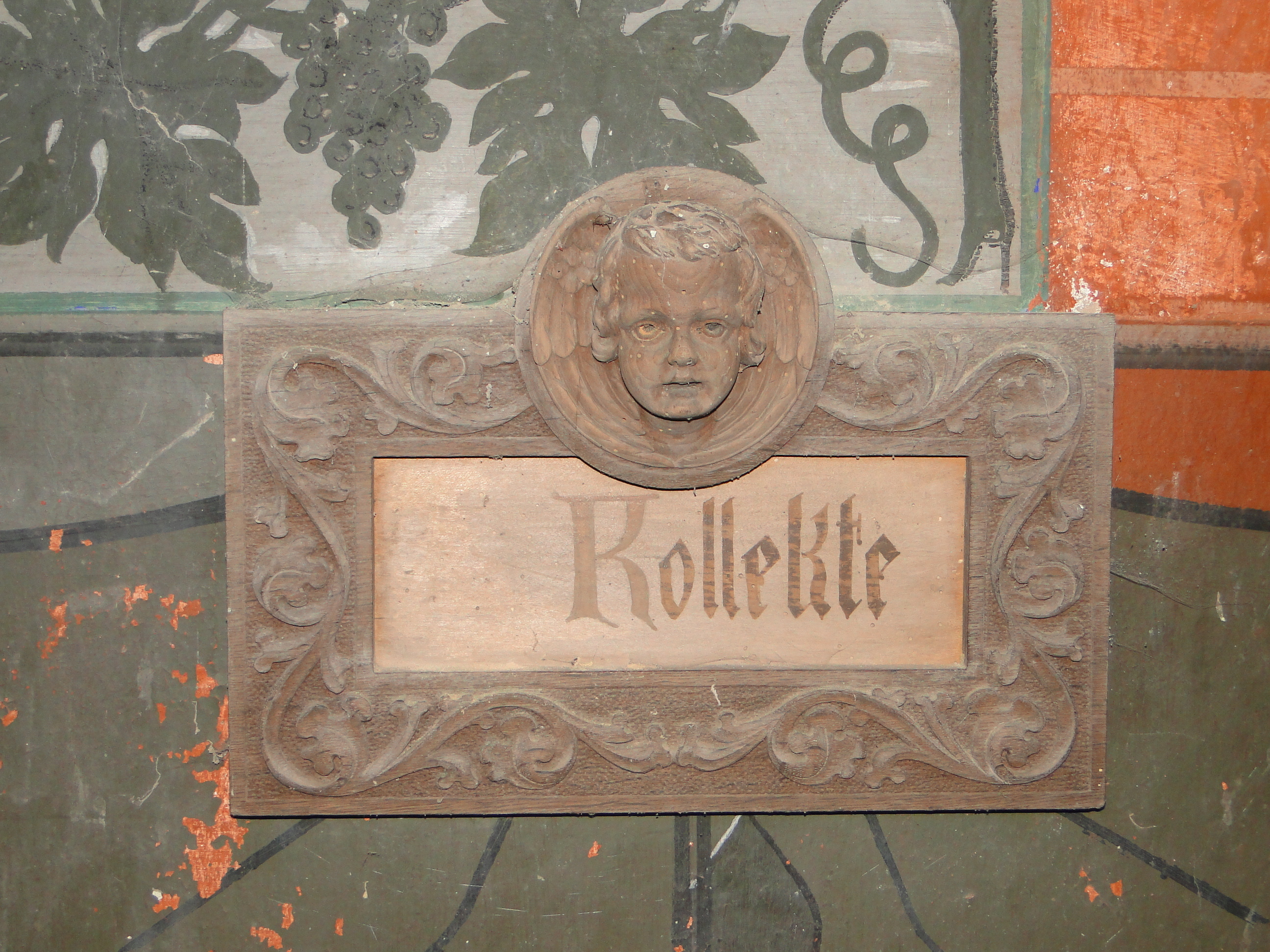
Kollekte (2013)

### Müsselmow
Müsselmow wurde 1333 urkundlich erstmals als Mucelmow erwähnt und Johann von Plesse als mecklenburgischer Lehnsmann genannt. Der Legende nach soll die Kirche von Helmold von Plesse im 12. Jahrhundert gegründet und dotiert worden sein. Die Familie von Plessen blieb bis 1799 Besitzer des Gutshofes und Kirchdorfes Müsselmow im Amt Crivitz.
1516 schloss Helmodt von Plessen mit Jaspar von Oertzen einen Vertrag über den Verkauf einer Geldrente von 550 Mark aus dem Dorf Russow. Ab 1534 ist von einer Klage des Herzogs Albrecht VII. von Mecklenburg gegen Dietrich von Plessen auf Neuhof, Claus von Plessen als Stadtherr von Brüel und Johann von Plessen zu hören. Die drei Beklagten sollten durch die Ermordung des Raven von Barnekow auf Golchen im Amt Schwerin auf offener Landstraße, durch Angriffe auf Amtsleute und die gewalttätige Inbesitznahme einer Mühle bei den Streitigkeiten um die Grenzen des Guts Müsselmow diese Verbrechen begangen haben. Die von Plessen stritten alles ab, sie wollten die Güter rechtmäßig von den Familien von Bülow auf Zibühl im Amt Crivitz geerbt haben. 1574 saß Berend von Plessen auf Müsselmow. Um die Grenzziehung und deren Waldstücke zwischen Müsselmow und Kritzow kam es öfter zum Streit. 1602 stritten die Söhne Samuel, Salomon und Daniel des Erbherrn Bernhard von Plessen auf Müsselmow. Rechtsbelehrungen erhielten sie von den Juristischen Fakultäten der Universität in Greifswald und Marburg.
1652 gab Müsselmow sein Kirchenpatronat auf und wurde mit Holzendorf zusammengelegt. 1707 wieder getrennt, waren sie bis 1739 mit Kladow verbunden. Danach kam die Müsselmower Pfarre wieder zu Holzendorf. 1790 war der Hofjägermeister Gideon Hellmuth Ernst von Hopffgarten neben Gustävel und Holzendorf Besitzer von Müsselmow. 1796 waren dann wieder die von Plessen da, doch schon 1799 wurde der Kammerjunker Friedrich Ludwig Graf von Oeynhausen Rechtsnachfolger. 1810 kaufte der Königlich Preußische Rittmeister im Husaren-Regiment von Wolky, Ferdinand von Raven Müsselmow mit Holzendorf. Von 1818 bis 1830 war er Klosterhauptmann im Kloster Dobbertin. Ab 1842 übernahm Friedrich von Bülow das Gut und das Kirchdorf Müsselmow, schon 1884 besaß es Adolph Alexander. 1911 kaufte der Berliner Rittmeister im „1. Garde-Regiment“, respektive konkret beim „1. Garde-Dragoner-Regiment Königin Viktoria von Großbritannien und Irland“, nachfolgend Oberstleutnant, Albert von Schlick, das Rittergut. Der Offizier war standesgemäß Ehrenritter des Johanniterordens und mit seiner Berliner Verwandtschaft Mitglied der Deutschen Adelsgenossenschaft. Sein Besitztum umfasste nach dem 1928 letztmals amtlich publizierten Güteradressbuch für Mecklenburg-Schwerin konkret 1174 ha Land, davon 600 ha Acker. Betrieben wurde hauptsächlich die damals stark aufkommende Schafsviehwirtschaft. Verwalter war Inspektor Rühsam. Man unterhielt eine Schmiede und kooperierte mit der Genossenschaft Brüel. Albert von Schlick hielt das Gut und blieb dort bis 1945 der Besitzer. Er wurde 1945 von den Russen verhaftet, das Gut enteignet und das Gutshaus nach der Wende – trotz insgesamt positiver Dorfentwicklung – abgerissen. Schlick starb 1953 in Hamburg.

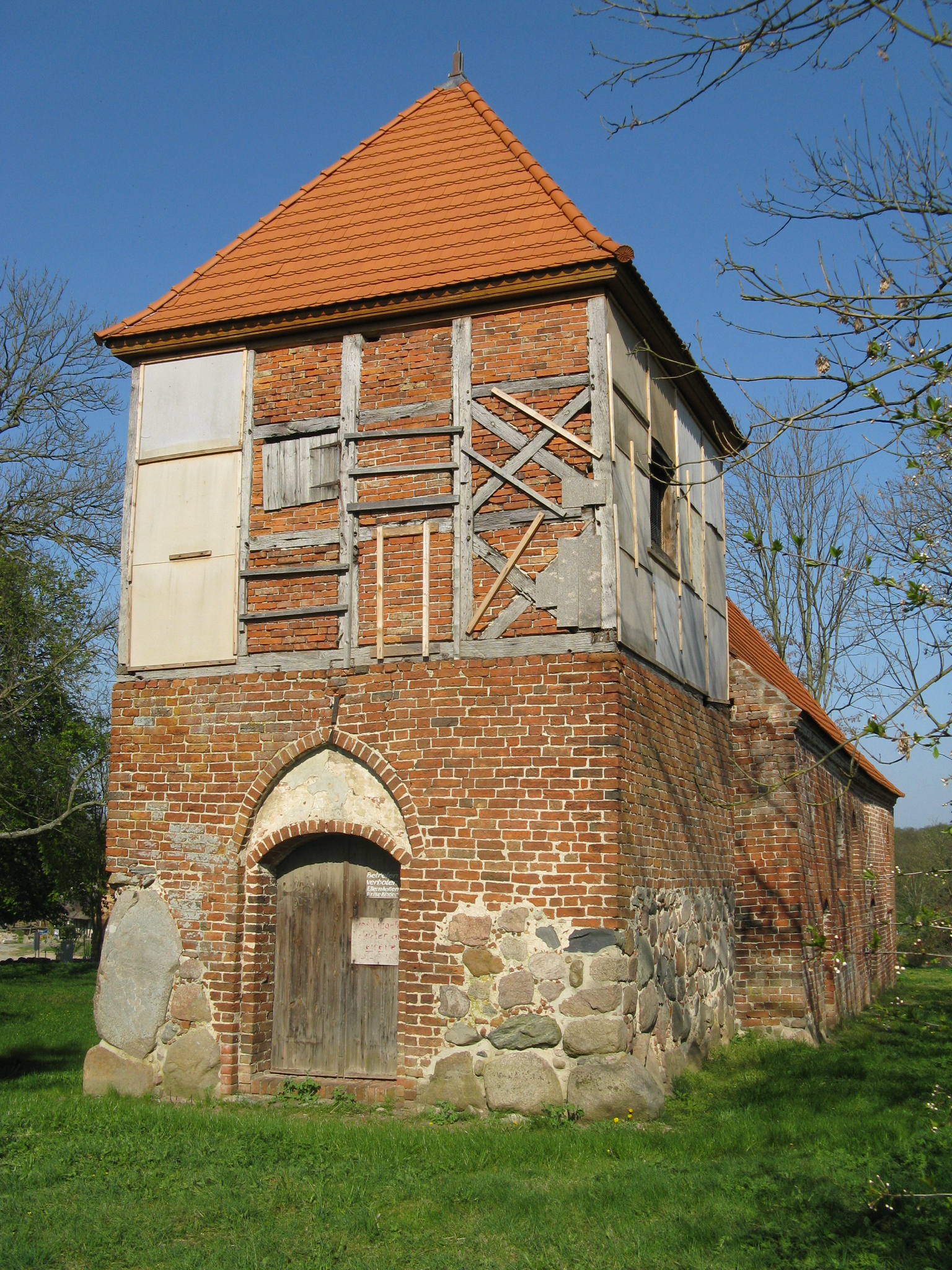
Kirchturm (2009)
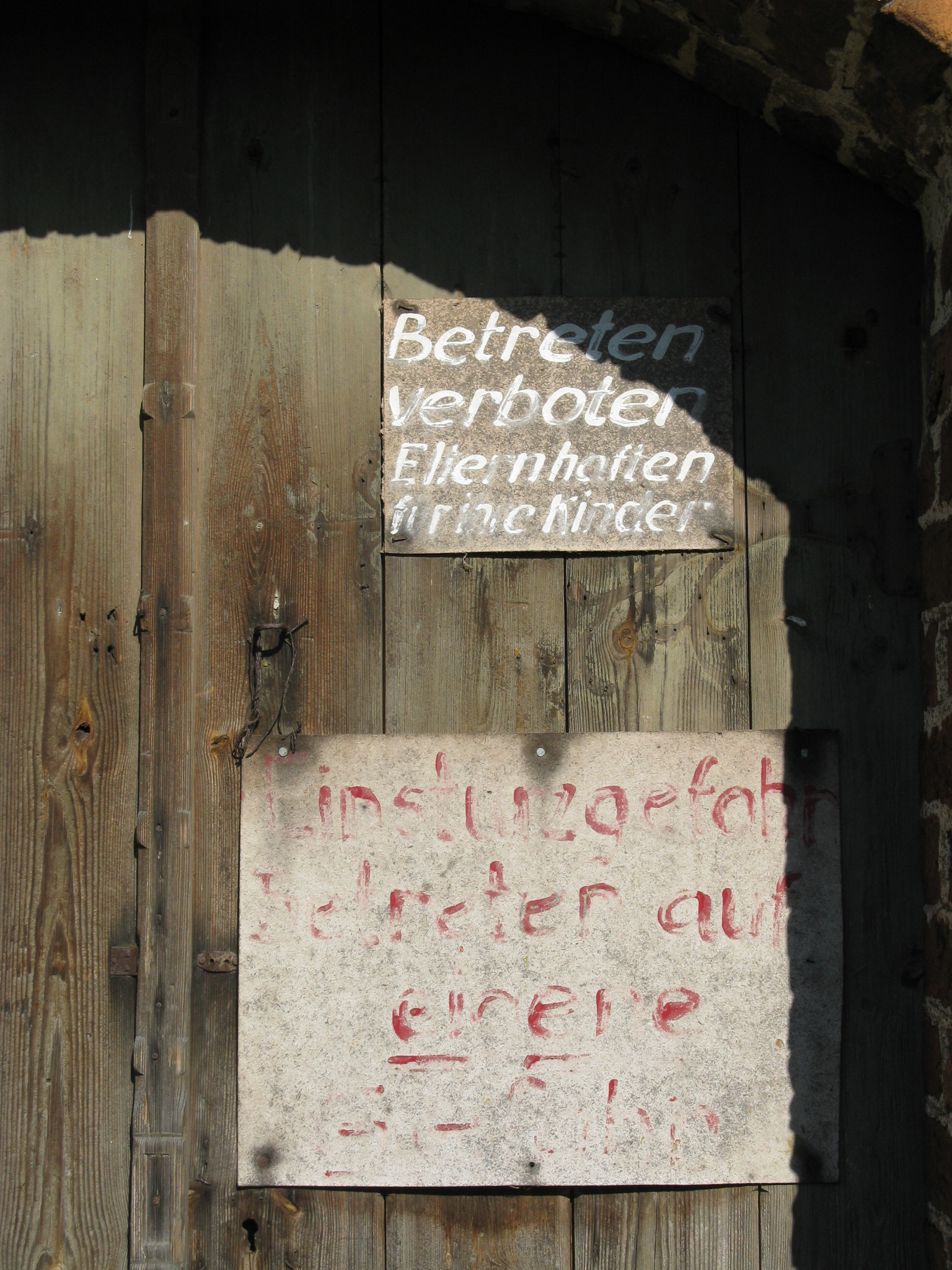
Eingangstür zur Kirche (2009)
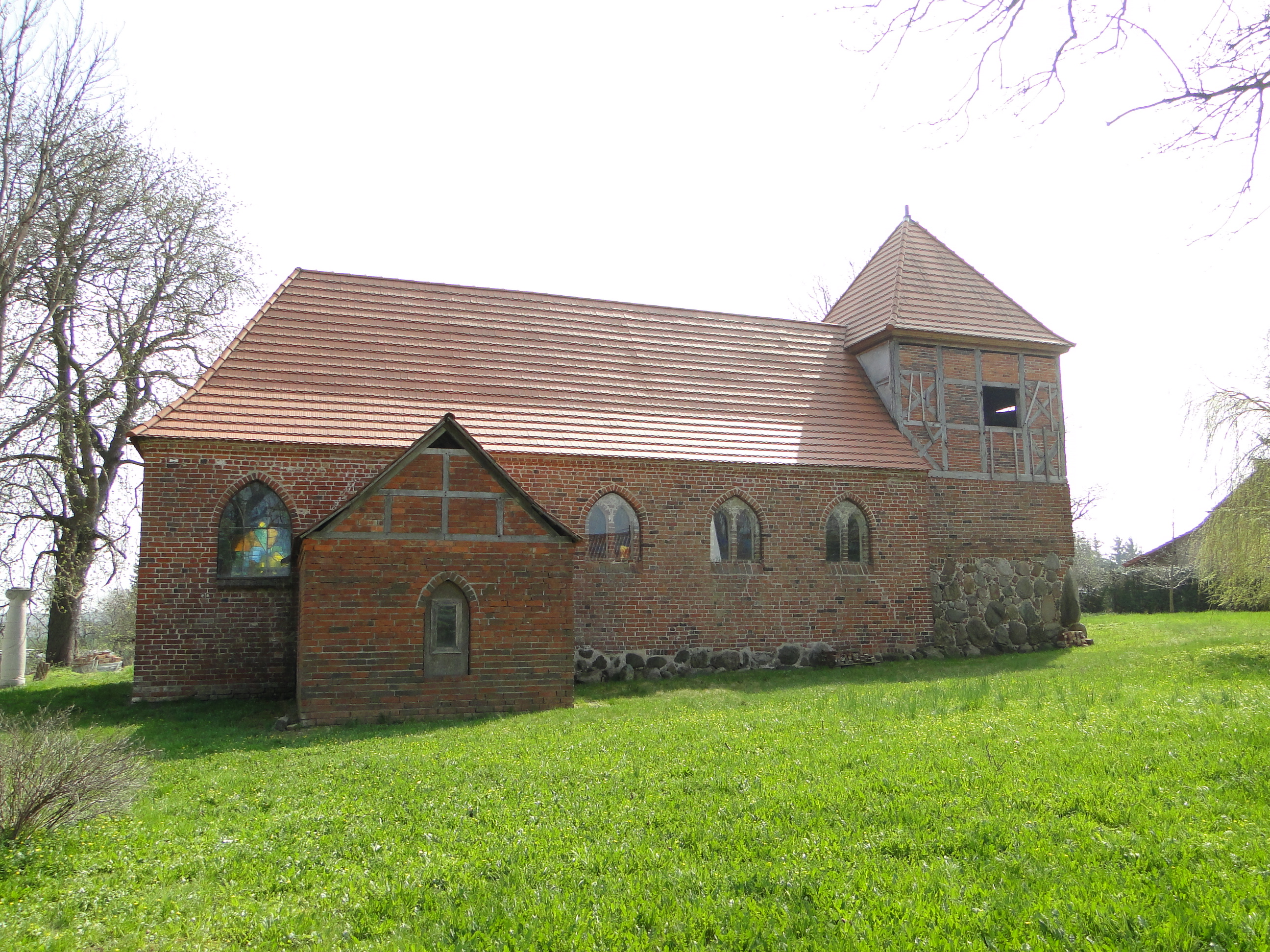
Kirche (2013)
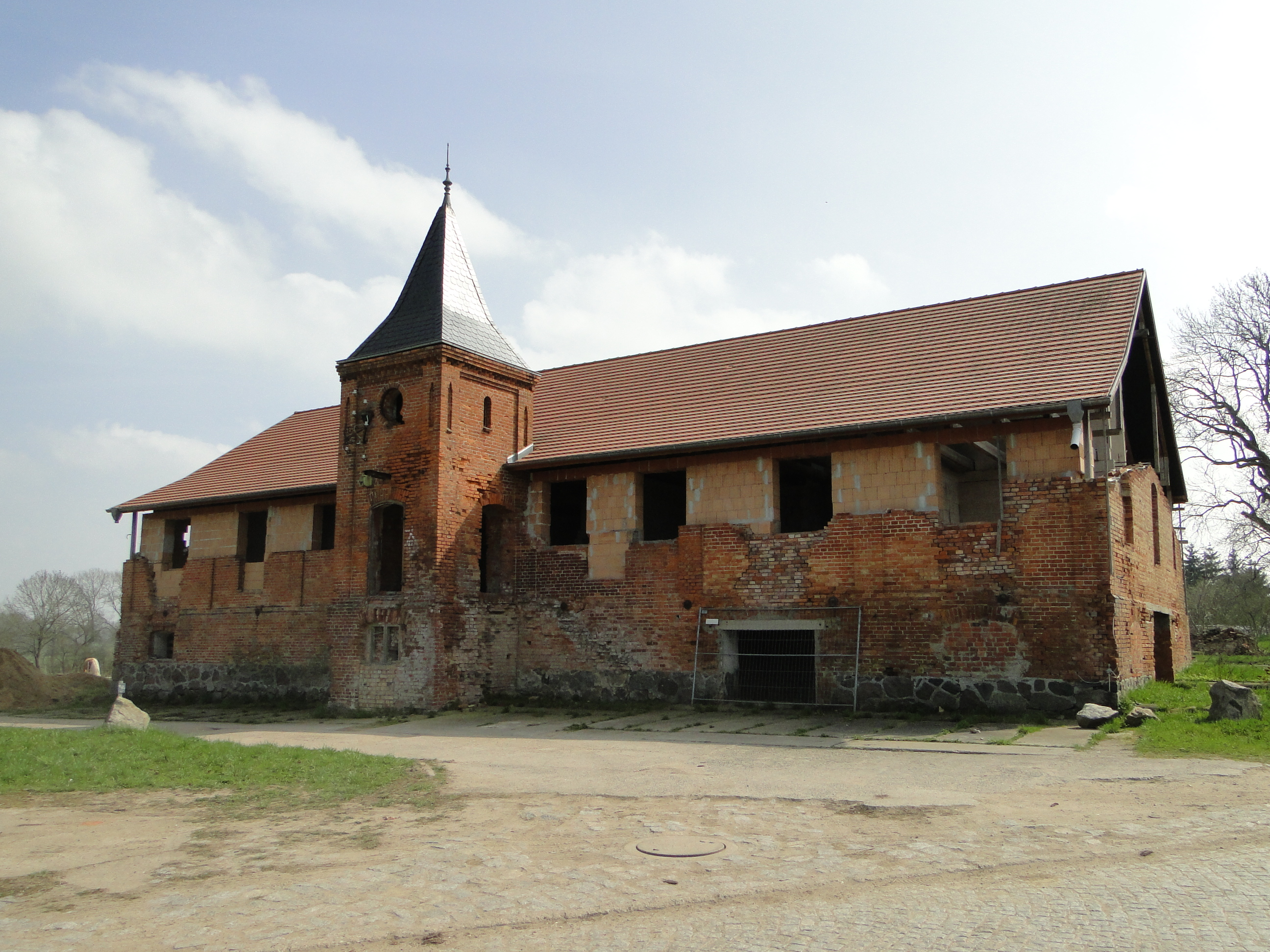
Turmspeicher (2013)

### Zaschendorf
In einem Bruchstück des Zehntenregisters des Bistums Schwerin wird 1320 das Dorf Saszkendorp sunt III mansi erstmals urkundlich erwähnt. 1344 wurde es Tzatkendorp genannt. Graf Nicolaus zu Schwerin schenkte dem Ritter Raven Barnekow für seine treuen Dienste das Eigentum und das höchste Gericht in den Dörfern Zaschendorf, Passow, Muggelwitz und Zietlitz.
Fast 120 Jahre lang gehörte Zaschendorf der Familie von Barnekow. Mit zunehmenden Streitigkeiten, Prozessen und Pfändungen wechselten auch die Besitzer. Nach Heinrich von Thaden, Familie von Barner und von Hagen gelangte Zaschendorf ab 1759 an Hauptmann Christian Ludwig von Bülow. 1851 kam Zaschendorf durch die Baronin von Langermann in den Besitz der Familie von Langermann-Erlenkamp und blieb es bis 1945. Letzte Grundbesitzer waren Wilhelm von Langermann und Erlencamp, verheiratet mit Bertha Lübbe-Zschendorf, und dann deren Sohn Friedrich von Langermann und Erlencamp (1854–1935). Seine Ehefrau Elisabeth von Fabrice und dann die Tochter Gertrud, liiert mit Klaus von Bredow-Zapel, erbten die Stammgüter und auch Zaschendorf.
Das Gutshaus wurde Jahrzehnte nach der Wende nicht genutzt und war zur Ruine verfallen. Heute ist es teilweise originalgetreu rekonstruiert und bewohnt. Das schon verfallende Torhaus mit einer Durchfahrt zum ehemaligen Gutshof, ein zweigeschossiges Fachwerkgebäude mit Mansardwalmdach, wurde in den letzten Jahren gesichert und wird aufwendig saniert.
Im Mittelpunkt des Dorfes nördlich der Warnow steht die Dorfkirche Zaschendorf mit dreiseitigem Chor. Am Westende des Dachfirstes sitzt ein kleiner viereckiger Dachreiter mit Spitzdach. Die ehemals verbretterte flache Holzbalkendecke war mit vielfältigen Malereien im Renaissancestil versehen. Da die Kirche nicht genutzt wurde, hatte man vorsorglich das Kunstgut ausgelagert.
Im August 1991 brach das Kirchenschiff zusammen, nur das Turmgerüst blieb stehen. In den Folgejahren wurden die Außenwände abgetragen und die Fachwerkkirche komplett neu errichtet.

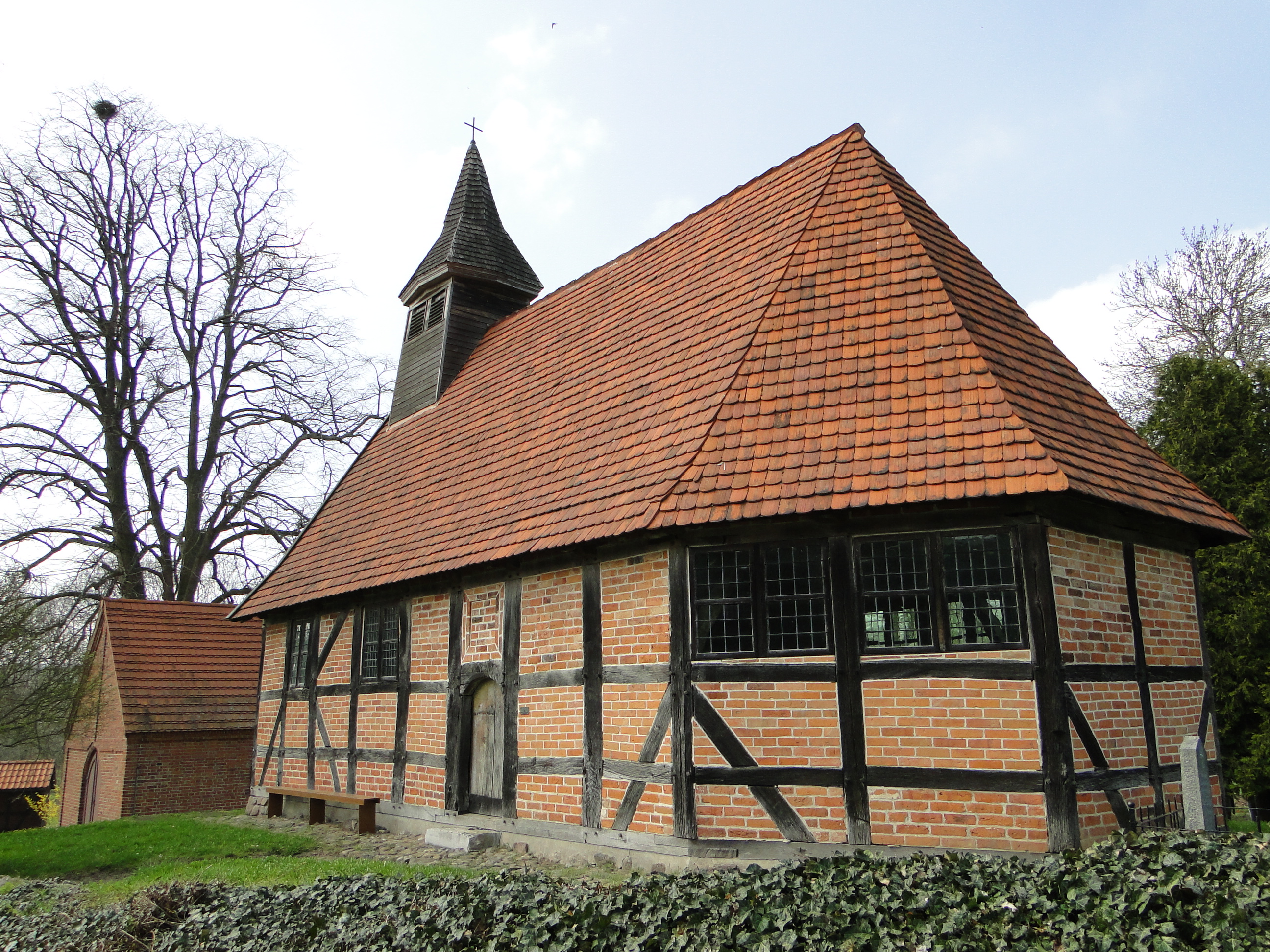
Wiederaufgebaute Fachwerkkirche (2013)
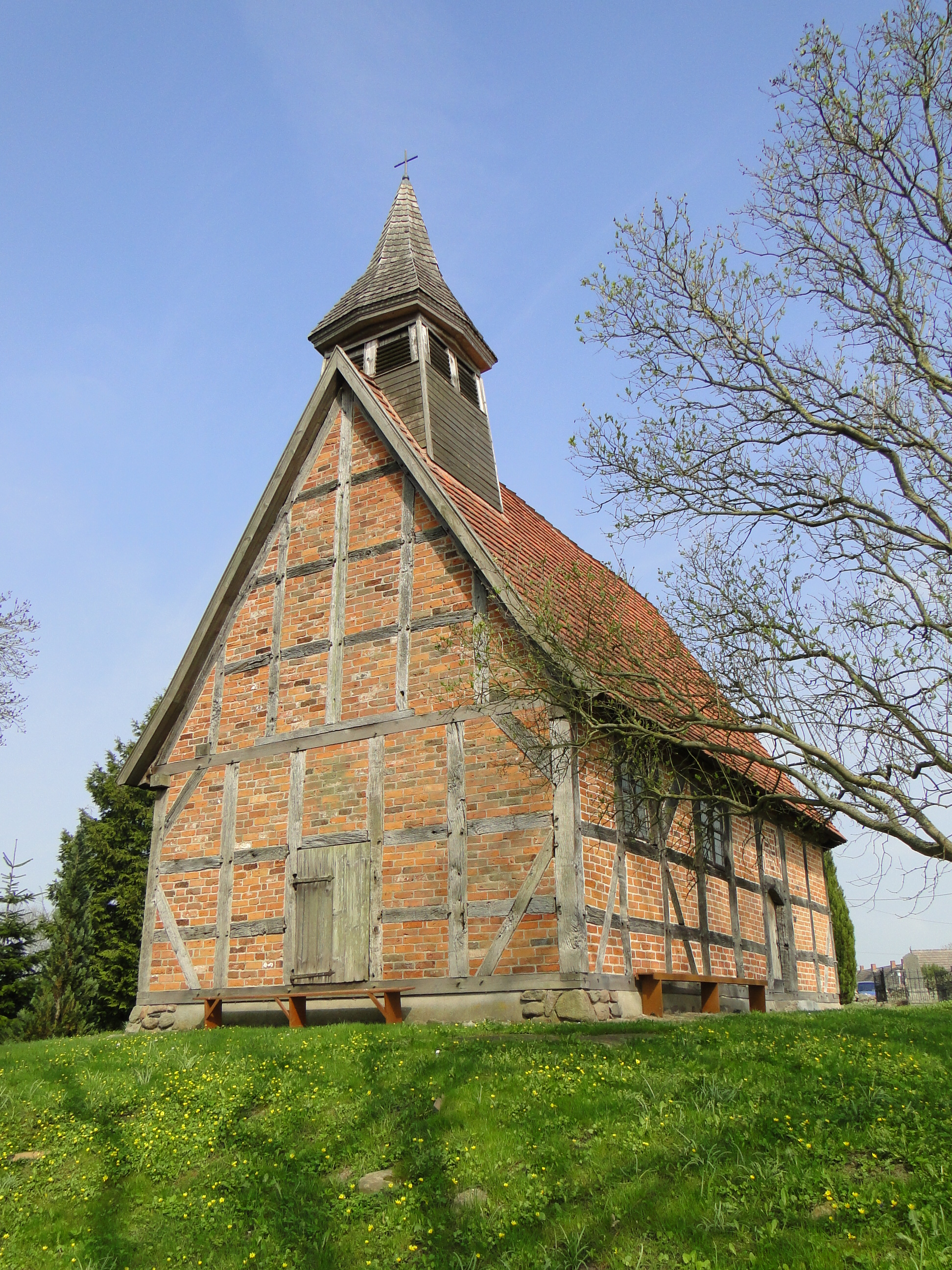
Fachwerkkirche mit Glockenturm (2013)
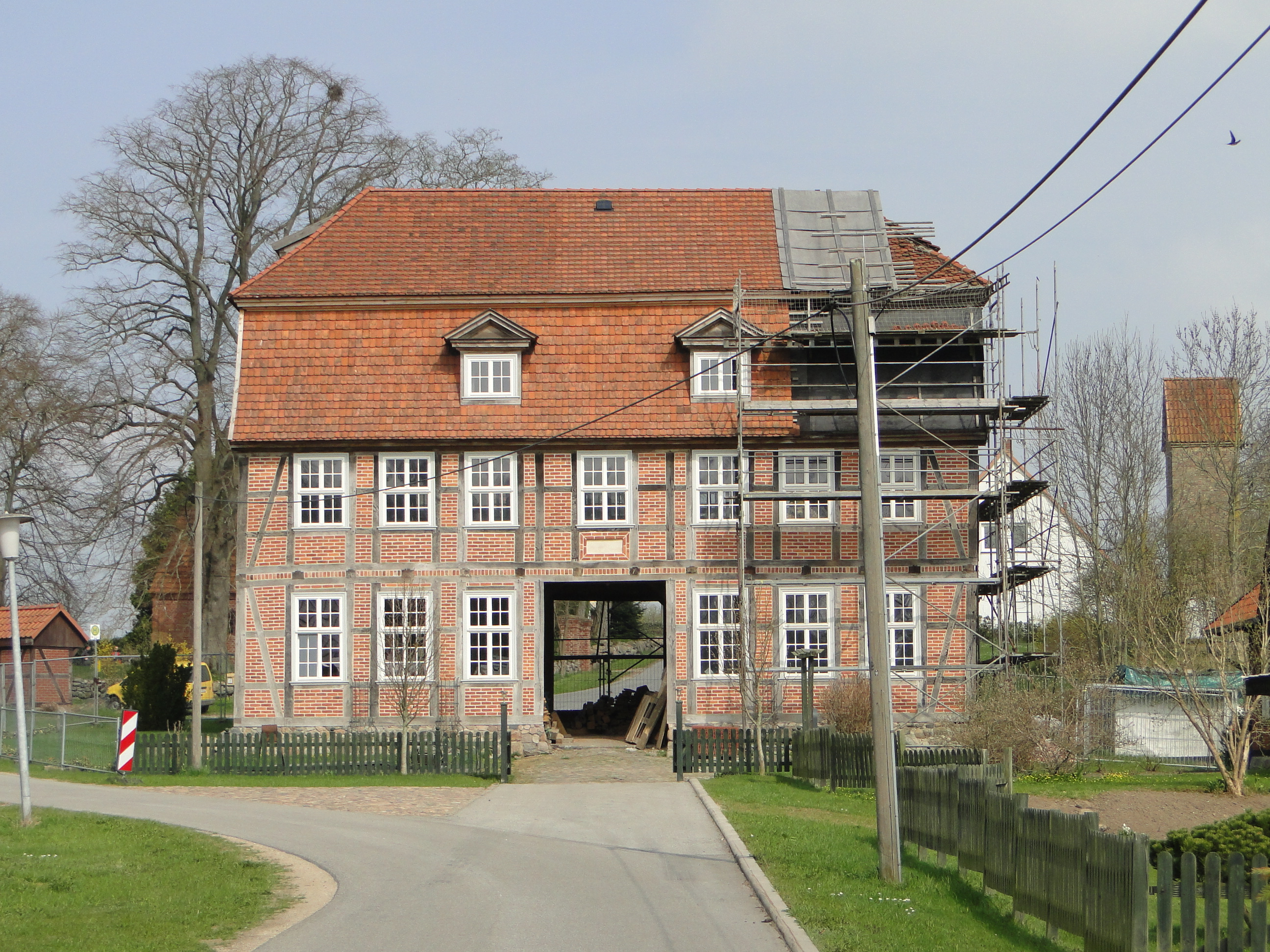
Torhaus (2013)
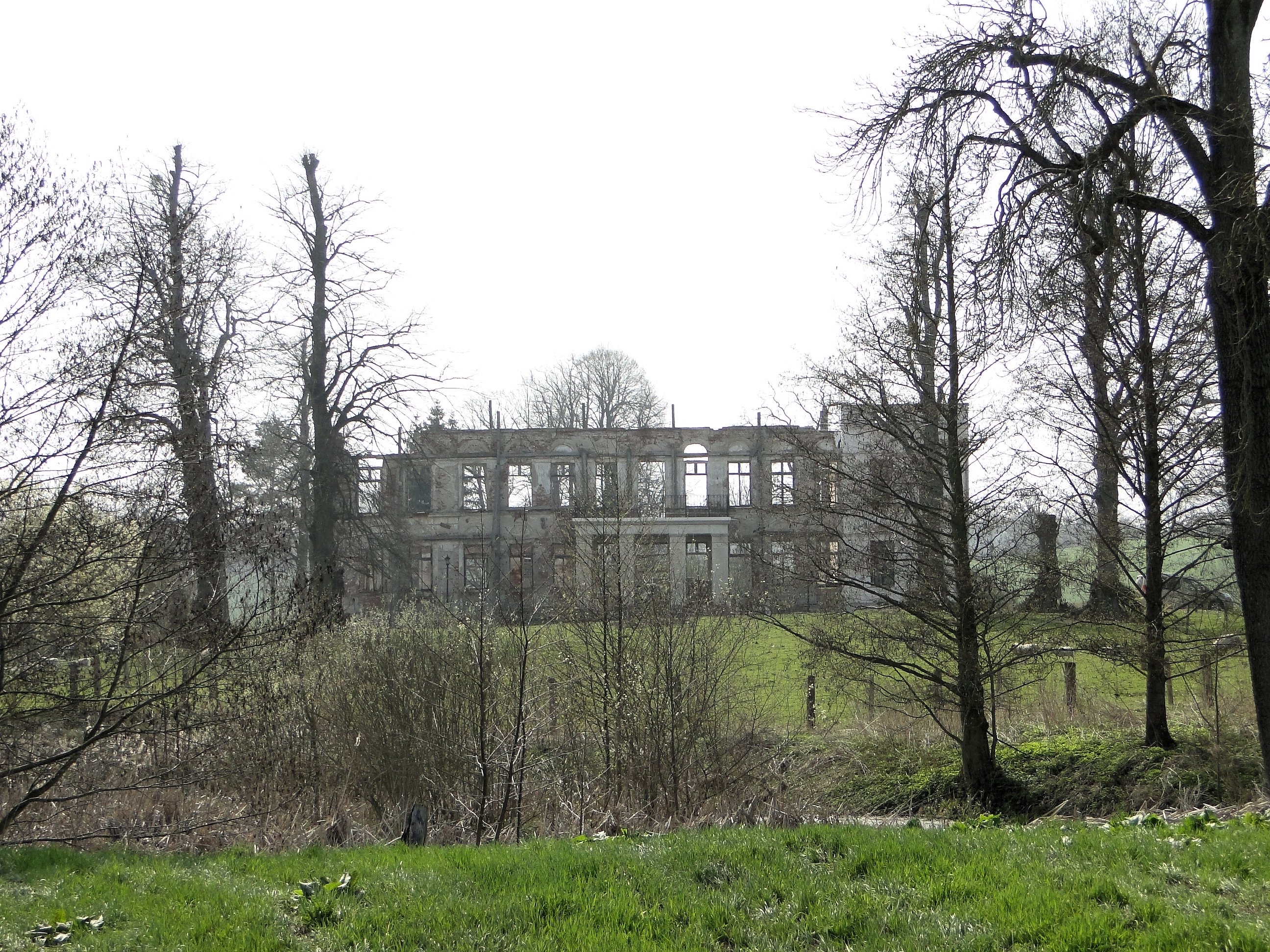
Herrenhaus (2013)

## Politik

### Gemeindevertretung und Bürgermeister
Der Gemeinderat besteht (inkl. Bürgermeister) aus 8 Mitgliedern. Die Wahl zum Gemeinderat am 26. Mai 2019 hatte folgende Ergebnisse:
| Partei/Bewerber         | Prozent | Sitze |
| ----------------------- | ------- | ----- |
| Die Linke               | 42,66   | 3     |
| Einzelbewerber Neumann  | 14,42   | 1     |
| Einzelbewerber Hirsch   | 9,08    | 1     |
| Einzelbewerber Klein    | 8,06    | 1     |
| Einzelbewerber Ritz     | 6,53    | 1     |
| Einzelbewerber Buchholz | 6,27    | 1     |

Bürgermeister der Gemeinde ist Ralf Toparkus (Die Linke), er wurde mit 86,43 % der Stimmen gewählt.

### Dienstsiegel
Die Gemeinde verfügt über kein amtlich genehmigtes Hoheitszeichen, weder Wappen noch Flagge. Als Dienstsiegel wird das kleine Landessiegel mit dem Wappenbild des Landesteils Mecklenburg geführt. Es zeigt einen hersehenden Stierkopf mit abgerissenem Halsfell und Krone und der Umschrift „GEMEINDE KUHLEN-WENDORF“.

## Sehenswürdigkeiten
- Göwehof von ca. 1860 bei Wendorf, heute Wasser- und Fischkundemuseum
- Dorfkirche Müsselmow, gotischer Backsteinbau
- Dorfkirche Holzendorf, Backsteinbau aus dem 14. Jahrhundert, gegenüber eine Linde mit einem Umfang von 7,5 Metern
- Holzendorfer Pfarrhaus von 1779
- Dorfkirche Zaschendorf, Fachwerkkirche aus dem 17. Jahrhundert
- Herrenhaus Tessin, aus dem 18. Jahrhundert
- Herrenhaus Nutteln am Mickowsee, eingeschossiger historistischer Klinkerbau mit Türmchen aus dem späten 19. Jahrhundert
- Herrenhaus Wendorf, im Volksmund auch als Jagdschloss Wendorf bezeichnet, erbaut 1904–1906 nach Entwurf von Paul Korff, Reformarchitektur, nach wechselvoller Geschichte heute Schlosshotel Wendorf
- Herrenhaus Zaschendorf (Gutshaus), ehemals repräsentativer Bau mit spätklassizistischen Gliederungen, erbaut um 1820, in erhöhter Lage umgeben von einem Park, zur Ruine verfallen, heute teilweise wiederaufgebaut und bewohnt

## Persönlichkeiten
- Günther Uecker (* 1930 in Wendorf; † 2025), Maler und Objektkünstler
- Theodor Hoffmann (* 1935 in Gustävel; † 2018), Minister für Nationale Verteidigung der DDR und Chef der NVA
- Karin Gregorek (* 1941 in Wendorf; † 2023), Schauspielerin